# Capsicum mirabile
Capsicum mirabile är en potatisväxtart som beskrevs av Carl Friedrich Philipp von Martius. Capsicum mirabile ingår i släktet spanskpepparsläktet, och familjen potatisväxter. Inga underarter finns listade i Catalogue of Life.